# Fabio Baldas
Fabio Baldas (* 19. März 1949 in Triest) ist ein ehemaliger italienischer Fußballschiedsrichter. Er leitete von 1985 bis 1994 113 Spiele in der Serie A und war darüber hinaus von 1991 bis 1994 FIFA-Schiedsrichter.

## Karriere

### Als Schiedsrichter
Nachdem Baldas bis 1981 im Amateurbereich zum Einsatz gekommen war, gab er in der Saison 1981/82 sein Debüt in der Serie C. In der Saison 1985/86 pfiff Baldas am 22. September 1985 sein erstes Spiel in der zweitklassigen Serie B, dem in jener Saison noch sieben weitere Einsätze folgten. Da er offensichtlich die Verbandsoffiziellen mit seinen Spielleitungen überzeugt hatte, gab Baldas noch in der gleichen Saison beim Spiel der AS Bari gegen Hellas Verona am 13. April 1986 sein Debüt in der Serie A. Spätestens seit seiner dritten Erstligasaison 1987/88 gehörte Baldas mit 15 Einsätzen zu den besten Schiedsrichtern Italiens und stand in einer Reihe mit Referees wie Tullio Lanese, Paolo Casarin oder Rosario Lo Bello.
Allerdings schaffte es Baldas nicht, bis zur Weltmeisterschaft 1990 im eigenen Land vom italienischen Verband für die FIFA-Liste nominiert zu werden, obwohl insgesamt sechs Referees aus Italien, zwei als Schiedsrichter und vier als Linienrichter, an der WM teilnahmen. Erst zum nachfolgenden Jahr 1991 meldete der italienische Fußballverband den Spätberufenen, schon 40-jährigen Baldas für die FIFA-Liste. Zu dieser Zeit galt für FIFA-Schiedsrichter noch eine Altersgrenze von 47 Jahren. Andererseits war zu dieser Zeit schon eine Herabsenkung des Höchstalters für FIFA-Schiedsrichter auf 45 Jahre im Gespräch, welche ab dem Jahr 1992 auch eingeführt wurde. Vor diesem Hintergrund wurde der Italiener wurde binnen dreier Jahre bei drei großen Fußballwettbewerben eingesetzt. Er startete mit vier geleiteten Partien bei der U-17-WM 1991 im eigenen Land, bei der er unter anderem ein Halbfinale pfiff. Bei den Olympischen Sommerspielen 1992 in Barcelona leitete Baldas zwei Partien. Höhepunkt war die Nominierung für die Fußball-Weltmeisterschaft 1994 in den USA, wo er eine Vorrundenbegegnung des Gastgebers gegen Kolumbien leitete. Das Vordringen der italienischen Nationalmannschaft bis ins Finale verhinderte letztlich weitere WM-Einsätze. Da Baldas 1994 die Altersgrenze von 45 Jahren erreicht hatte, endete bereits nach drei Jahren seine kurze, aber hochklassige Karriere als FIFA-Schiedsrichter. Darüber hinaus trat er nach der Saison 1993/94 auch als Serie-A-Schiedsrichter zurück.

### Als Funktionär
Direkt im Anschluss an seine Zeit als aktiver Schiedsrichter wurde Baldas mit Beginn der Saison 1994/95 Assistent des ehemaligen Spitzenschiedsrichters Paolo Casarin, der für die Schiedsrichteransetzungen in der Serie A und B verantwortlich war. Nachdem Casarin zum Ende der Saison 1996/97 von diesem Posten zurückgetreten war, übernahm Baldas für die Saison 1997/98 diese Funktion. Nach Kritik an seiner Tätigkeit wurde er in der Folgesaison von Sergio Gonella abgelöst.
In späteren Jahren trat Baldas als TV-Experte in verschiedenen italienischen Sportsendungen auf, wo er speziell kritische Schiedsrichterentscheidungen unter die Lupe nahm.

## Bilanz
- 62 Spiele in der Serie B
- 113 Spiele in der Serie A
- 36 Einsätze im Coppa Italia darunter ein Finalspiel
- 8 Europapokalspiele
- 9 Länderspiele (5 × WM-Qualifikation, 2 × Olympische Spiele, 1 × Weltmeisterschaft, 1 Freundschaftsspiel)